# スベン・クラマー
スベン・クラマー（Sven Kramer、1986年4月23日 - ）は、オランダ・ヘーレンフェーン出身のスピードスケート選手。スヴェン・クラマーとも書かれるが本来の発音はスフェン・クラーメルが近い。
スピードスケート史上屈指のオールラウンダー。世界オールラウンド選手権総合優勝9回は男女通して史上最多である。

## 経歴
2004年にローズビルで開催された世界ジュニア選手権で2位に入り、セイナヨキで行われた翌年の大会では優勝した。自転車競技のジュニア国内選手権でロベルト・ヘーシンクに次ぐ2位に入ったこともある。2005年9月には初めての世界新記録をマーク。この年から現在の所属チーム「TVM Schaatsploeg」に加わり、ヘラルト・ケムケルスコーチの指導を受ける。
2006年トリノオリンピックの5000mで銀メダル、団体パシュートで銅メダルを獲得した。団体パシュートでは自分の転倒により準決勝で敗れている。1500mは15位、10000mは7位だった。
その後、世界距離別選手権で5000m・10000m・団体パシュートの三冠を3年連続で達成。さらに世界オールラウンド選手権で男子として史上初の4年連続優勝を果たした。またワールドカップでも二度総合優勝している。
2010年バンクーバーオリンピックの5000mでは6分14秒60の五輪新記録で自身初となる金メダルを獲得したが、10000mではケムケルスコーチの誤った指示でインコースを2周続けて滑るミスを犯し失格となった。この悲劇はオランダの日刊紙アルゲメン・ダグブラドでは数日前に連立政権が崩壊したヤン・ペーター・バルケネンデ政権についての報道を抑えて1面で報道された。彼はコーチと言い争いをしたが翌日にはわだかまりを解いて今後も同コーチの指導を受け続けることを表明した。
怪我により2010/11シーズンを棒に振ったが、翌シーズンには復帰し、世界チャンピオンに返り咲いた。
2014年ソチオリンピックでは、5000m、10000m、団体パシュートの3種目にエントリーし、10000mで同じオランダのヨリト・ベルフスマに敗れ銀メダルになった以外は圧倒的な強さを見せて優勝した。
2018年平昌オリンピックでも3種目に出場。10000mは6位に終わったが、5000mでは五輪新記録で3連覇を飾った。団体パシュートでは銅メダルを獲得した。

## 家族・交友
父親のイェップ・クラマー（en:Yep Kramer）、妹のブレヒト・クラマー（nl:Brecht Kramer）もスピードスケート選手。
フィールドホッケーで二度オリンピック優勝の経験を持つナオミ・ファンアスと交際している。

## 世界記録
現在、以下の記録で世界記録を保持している。
| 種目            | 記録      | 日時           | 場所               |
| --------------- | --------- | -------------- | ------------------ |
| 団体パシュート* | 3分35秒60 | 2013年11月16日 | ソルトレイクシティ |

*コーエン・フェルバイ、ヤン・フロクハイゼンとともに記録した。